# Gajendragarh
Gajendragarh é uma cidade no distrito de Gadag, no estado indiano de Karnataka.

## Geografia
Gajendragarh está localizada a 15° 44′ N, 75° 59′ L. Tem uma altitude média de 643 metros (2109 pés).

## Demografia
Segundo o censo de 2001, Gajendragarh tinha uma população de 28 227 habitantes. Os indivíduos do sexo masculino constituem 51% da população e os do sexo feminino 49%. Gajendragarh tem uma taxa de literacia de 62%, superior à média nacional de 59,5%: a literacia no sexo masculino é de 74% e no sexo feminino é de 51%. Em Gajendragarh, 14% da população está abaixo dos 6 anos de idade.